# Municipio de Grant (condado de Grand Traverse)
El municipio de Grant (en inglés: Grant Township) es un municipio ubicado en el condado de Grand Traverse en el estado estadounidense de Míchigan. En el año 2010 tenía una población de 1066 habitantes y una densidad poblacional de 11,43 personas por km².

## Geografía
El municipio de Grant se encuentra ubicado en las coordenadas 44°33′35″N 85°45′59″O / 44.55972, -85.76639. Según la Oficina del Censo de los Estados Unidos, el municipio tiene una superficie total de 93.29 km², de la cual 91,17 km² corresponden a tierra firme y (2,27 %) 2,12 km² es agua.

## Demografía
Según el censo de 2010, había 1066 personas residiendo en el municipio de Grant. La densidad de población era de 11,43 hab./km². De los 1066 habitantes, el municipio de Grant estaba compuesto por el 98,12 % blancos, el 0,09 % eran afroamericanos, el 0,38 % eran amerindios, el 0,09 % eran asiáticos, el 0,19 % eran de otras razas y el 1,13 % eran de una mezcla de razas. Del total de la población el 1,13 % eran hispanos o latinos de cualquier raza.